# Супрун Людмила Павлівна
Людми́ла Па́влівна Супру́н (нар. 7 січня 1965, Запоріжжя) — український політик, доктор економічних наук (2006); голова Народно-демократичної партії; голова правління Українського фонду миру (з 2002); віце-спікер «Громадянського парламенту жінок України»; президент Української федерації фігурного катання на ковзанах (до 2012).

## Біографічні відомості
Народилася 7 січня 1965 року в м. Запоріжжя.
В 1982 році закінчила середню школу № 1 м. Запоріжжя із золотою медаллю, у 1988 Київський університет за фахом юрист-правознавець.
Трудову діяльність розпочала юрисконсультом підприємства, одночасно вступивши до аспірантури Інституту держави і права ім. В. Корецького Академії наук України, відділ міжнародного права та порівняльного аналізу. З 1989 року працювала молодшим науковим співробітником Українського науково-дослідного інституту сільськогосподарської радіології.
З 1992 по 1993 роки працювала провідним науковим співробітником відділу міжнародного права Інституту держави і права імені В. Корецького.
У 1993 році обрана на посаду президента Асоціації ділового співробітництва «Інтерагро».
У 1997 році визнана «Діловою жінкою України 1997 року».

## Політична кар'єра
З 1998 року — народний депутат України 3-го скликання, обрана за виборчим округом № 100 (Кіровоградська область). У Верховній Раді України обіймала посаду голови підкомітету з питань доходів державного бюджету Комітету з питань бюджету, була членом фракції Народно-демократичної партії та її уповноваженим представником.
З 2002 року — народний депутат України 4-го скликання, обрана за багатомандатним загальнодержавним округом (виборчий блок політичних партій «За Єдину Україну!»). Обіймала посаду першого заступника голови Комітету з питань бюджету, а з вересня 2005 року — виконувач обов'язків голови Комітету з питань бюджету.
На парламентських виборах 2006 року очолює Блок НДП, однак до парламенту не потрапляє (Блок набрав 0,49 % голосів виборців).
На дострокових парламентських виборах 2007 року очолює Виборчий блок Людмили Супрун — Український регіональний актив, однак до парламенту не потрапляє  (Блок набрав близько 0,34 % голосів виборців).
14 жовтня 2009 — 17 березня 2010 — Голова Державного агентства України з інвестицій та інновацій.

## Нагороди
Нагороджена грамотами Верховної Ради України та Кабінету Міністрів України, орденами Української православної церкви та українського козацтва «За відродження меценатства» II ступеня, «Лідер народної довіри 2002 року», має почесне звання «Заслужений економіст України» (2006).

## Політичні погляди
У 2011 році Людмила Супрун підтримала російський рух «Народное большинство России, Украины, Белоруссии», який виступає за об'єднання Росії, Білорусі та України в одну конфедеративну державу.